# Fernando Andrade Salgueiro
Fernando Carlos de Andrade Salgueiro da Costa (Almeirim, 20 de dezembro de 1941) é um cavaleiro tauromáquico português.
De uma família com larga tradição ganadeira e filho do cavaleiro tauromáquico Fernando Salgueiro, estreou-se em público com apenas dez anos, na praça de toiros de Almeirim. A 2 de junho de 1968, na Monumental Celestino Graça, em Santarém, recebeu do pai a alternativa de cavaleiro tauromáquico, tendo como testemunhas David Ribeiro Telles e Luís Miguel da Veiga. Exibindo-se nas arenas, sobretudo, nas décadas de 1960 e 70, atuou um pouco por todas as praças portuguesas. Mas também andou pelas praças de Espanha, nomeadamente nas temporadas de 1969 e 1970, onde em diversas tardes partilhou cartel com os irmãos Peralta, Gregório Moreno Pidal, José Samuel Lupi, Alfredo Conde ou David Ribeiro Telles. Atuou também com êxito em Angola e Moçambique tendo sido, de resto, o último cavaleiro a tourear na África portuguesa, na antiga Monumental de Lourenço Marques, nos dias 2 e 3 de fevereiro de 1974, numa corrida de beneficência pela reintegração social dos mutilados de guerra. É pai e avô de outros dois cavaleiros de alternativa, respetivamente, João Salgueiro e João Salgueiro da Costa.